# Cavili Island
Cavili Island ist eine kleine philippinische Insel inmitten der Sulusee etwa 260 km östlich der Insel Palawan und 190 km westlich der Insel Negros.

## Geographie
Cavili Island ist im Norden dünn besiedelt. Etwa fünf Kilometer südwestlich liegt das winzige Inselchen Arena Island, auf welchem sich lediglich ein Leuchtturm befindet.
Beide Inseln sind jeweils von einem dichten Korallenriff umgeben und gehören zur philippinischen Provinz Palawan.